# Montagna-le-Reconduit
Montagna-le-Reconduit är en kommun i departementet Jura i regionen Bourgogne-Franche-Comté i östra Frankrike. Kommunen ligger i kantonen Saint-Amour som tillhör arrondissementet Lons-le-Saunier. År 2022 hade Montagna-le-Reconduit 109 invånare.

## Befolkningsutveckling
Antalet invånare i kommunen Montagna-le-Reconduit
Referens:INSEE